# Gare de Hambourg-Wandsbeker Chaussee
 (décembre 2023).
Si vous disposez d'ouvrages ou d'articles de référence ou si vous connaissez des sites web de qualité traitant du thème abordé ici, merci de compléter l'article en donnant les références utiles à sa vérifiabilité et en les liant à la section « Notes et références ».
La gare de Hambourg-Wandsbeker Chaussee (en allemand : Bahnhof Hamburg Wandsbeker Chaussee) est à la fois une station de la lignes U1 du métro de Hambourg et une gare de la ligne S1 de la S-Bahn de Hambourg.

## Situation sur le réseau
La gare de Wandsbeker Chaussee est un carrefour du réseau de transport en commun rapide de Hambourg, à la frontière entre les quartiers d'Eilbek et de Wandsbek, dans la rue du même nom (de). Elle se compose de deux stations structurellement et fonctionnellement distinctes pour la ligne S-Bahn S1 et la ligne de métro U1.

Plan de la ligne U1
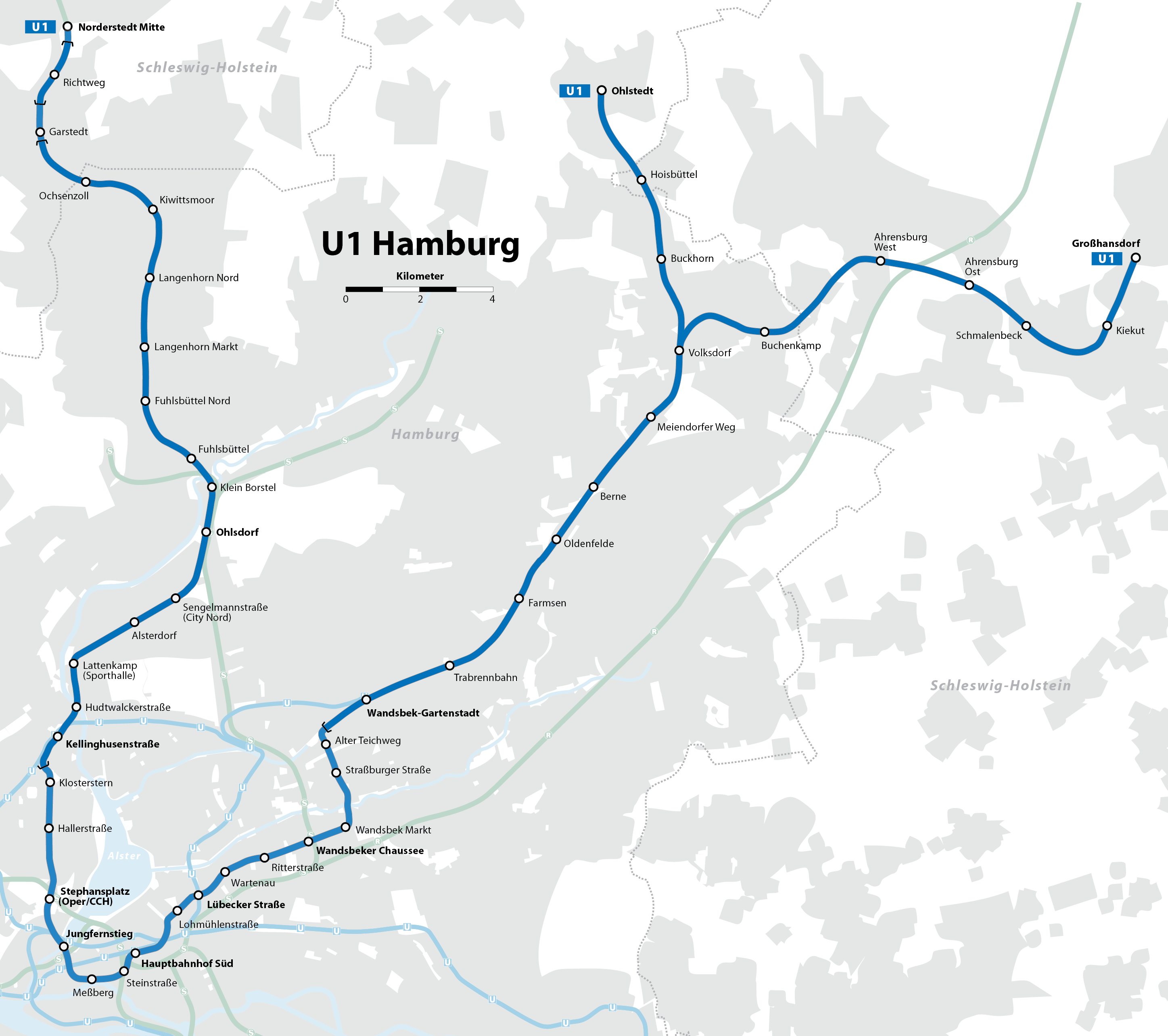

## Histoire
La station de S-Bahn est inaugurée le 5 décembre 1906 en tant qu'arrêt du chemin de fer urbain et suburbain de Hambourg-Altona (de), dans le cadre du prolongement de la ligne de liaison vers Ohlsdorf (de). Le nom S-Bahn n'est utilisé qu’à partir de 1934.
La station de métro entre en service en 1962 avec l'ouverture de la nouvelle ligne de métro vers Wandsbek. Le niveau intermédiaire avec les halles aux billets est reconstruit à plusieurs reprises au fil du temps, les points de vente des billets sont démontés, les distributeurs de billets furent changés à plusieurs reprises (au début de nombreuses machines à prix unique, puis des machines à prix multiples) et les systèmes de barrières furent démontés. La plate-forme était encore en grande partie dans son état d'origine jusqu'en 2008. En 2009, les murs derrière les voies furent entièrement repensés. Depuis lors, des carreaux de différentes nuances de bleu dominent, semblables à ceux réalisés auparavant dans des tons rouges à la station de métro Wartenau (de).

## Services aux voyageurs

### Accès et accueil

#### S-Bahn
La station S-Bahn est un simple arrêt avec un quai central. Ses voies, ainsi que celles du chemin de fer de contournement de fret de Hambourg, se trouvent dans une tranchée ouverte sous le niveau de la rue. À l'extrémité nord de la plate-forme, celle-ci traverse la Wandsbeker Chaussee à peu près à angle droit ; il y a également un escalier et un ascenseur menant à cette rue. À l'extrémité sud, le pont de la Pappelallee coupe en diagonale.

#### Métro
La station de métro, qui dispose également d'un quai central, se trouve dans une section de tunnel juste en dessous de la Wandsbeker Chaussee, approximativement entre la Seumestraße qui la traverse et la Menckesallee. Le tracé du tunnel est si profond qu'il passe également sous la station S-Bahn. Aux deux extrémités de la plate-forme se trouvent des escaliers, dont chacun mène à des niveaux intermédiaires dotés d'installations de service (vente de billets), à partir desquels la surface est accessible par plusieurs sorties.
En septembre 2019, l'arrêt est équipé de deux ascenseurs et d'un système de guidage tactile pour les aveugles et est donc accessible sans obstacle.

### Intermodalité
Une connexion directe et de niveau entre les quais de la S-Bahn et du métro n'est pas possible ici, les personnes en correspondance doivent donc descendre au niveau de la rue puis jusqu'à l'escalier de l'autre gare.
Au niveau de la rue, à proximité immédiate des sorties des deux gares, se trouvent les arrêts de plusieurs lignes de bus urbains et express exploitées par l'Association des transports hambourgeois (de) (HVV).
En face de l'entrée du S-Bahn se trouve une station StadtRAD Hambourg (de).